# 行春桥

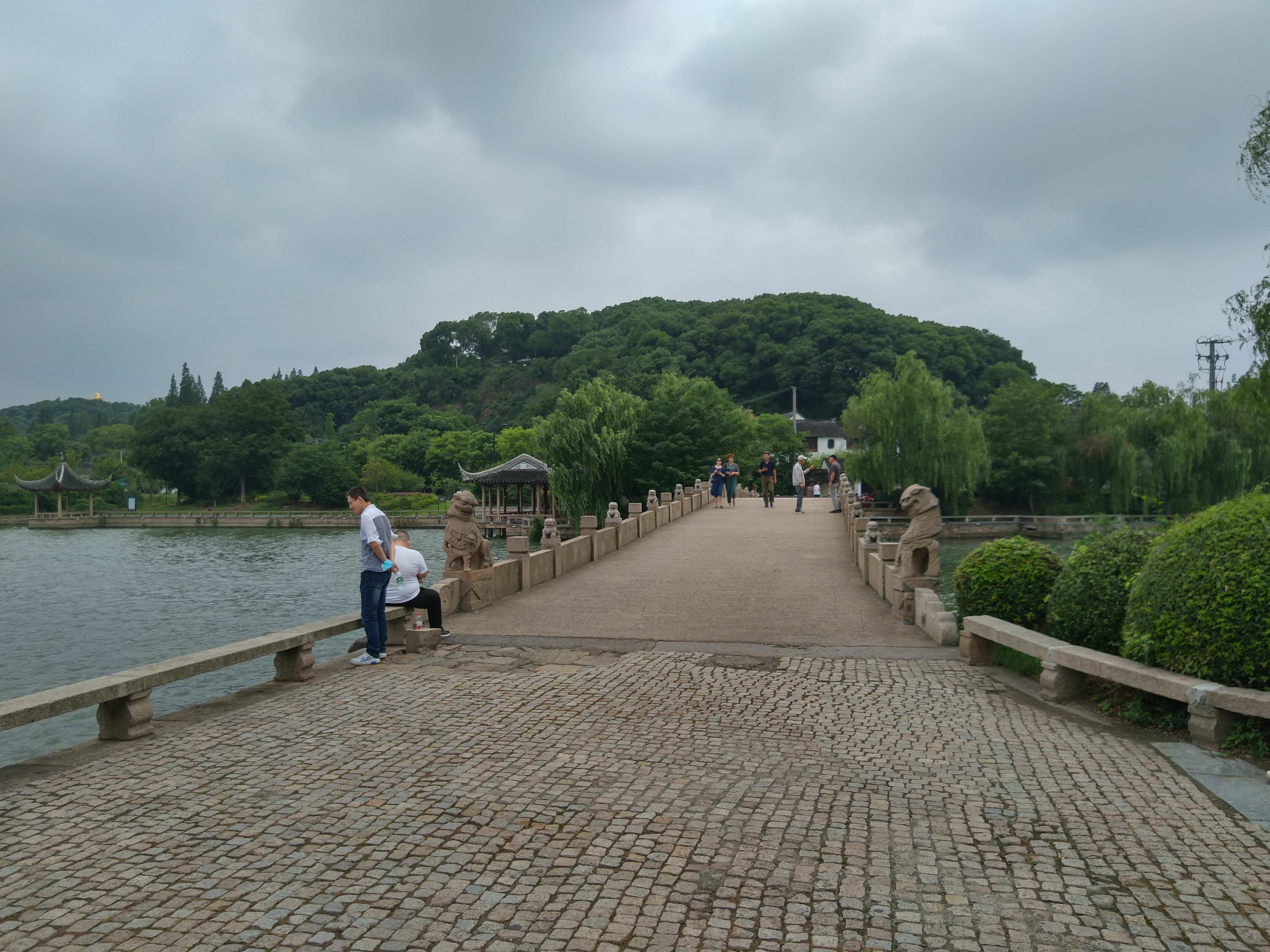
行春桥 东堍

行春桥是位于江苏省苏州市石湖北侧的一座九孔石拱桥，东临上方山，西接越城桥。行春桥始建于宋朝，1963年列为第一批苏州市文物保护单位，2011年升列为江苏省文物保护单位。

## 历史
行春桥详细始建时间无考证，最早见于北宋《吴郡图经续记》，南宋淳熙十六年（1189年）桥重修，范成大有《重修行春桥记》著“凡游吴而不至石湖，不登行春，则与未始游者无异。”
明洪武七年（1374年），行春桥曾有四孔坍塌，历时4年至十一年方修复。此后，于成化、万历、崇祯年间，及清朝等均有重修记录。:99
1949年国民党军队撤退时拆毁桥东侧四孔，1953年修复。1956年为了通行汽车，增宽桥面。1957年苏州市古迹修整委员会对桥重修。1963年行春桥列入苏州市文物保护单位。1985年再修。2005年因常年车压，桥体变形开裂，同年进行大修，此后禁止汽车通行。:100

## 文化
每到农历八月十八，月色清亮，此时月光自石湖水面反射，透过行春桥的9个桥孔，形成了一串九月的奇观，被称为“石湖串月”，旧时苏州城内外到此观景者不计其数，游船如织，歌舞升平，通宵达旦。到石湖行春桥赏月即是苏州的一大民俗活动。:100

## 桥形
行春桥长54米，宽5.2米，有九孔，桥中央孔跨度5.3米，矢高2.6米。桥体为花岗岩砌成，武康石作长系石，两端雕刻有兽面。两侧石栏杆上各有石狮子12只，东西两头另有大狮各2只，文革时期曾遭破坏，后修复。